# Grand Prix Německa 1962
Grand Prix Německa 1962 (oficiálně XXIV Grosser Preis von Deutschland) se jela na okruhu Nürburgring v Nürburgu v Německu dne 5. srpna 1962. Závod byl šestým v pořadí v sezóně 1962 šampionátu Formule 1.

## Závod
| Poř.   | No. | Jezdec                  | Konstruktér    | Počet kol | Čas/Odstoupení      | Pořadí na startu | Body |
| ------ | --- | ----------------------- | -------------- | --------- | ------------------- | ---------------- | ---- |
| 1      | 11  | Graham Hill             | BRM            | 15        | 2:38:45.3           | 2                | 9    |
| 2      | 14  | John Surtees            | Lola-Climax    | 15        | + 2.5               | 4                | 6    |
| 3      | 7   | Dan Gurney              | Porsche        | 15        | + 4.4               | 1                | 4    |
| 4      | 5   | Jim Clark               | Lotus-Climax   | 15        | + 42.1              | 3                | 3    |
| 5      | 9   | Bruce McLaren           | Cooper-Climax  | 15        | + 1:19.6            | 5                | 2    |
| 6      | 3   | Ricardo Rodriguez       | Ferrari        | 15        | + 1:23.8            | 10               | 1    |
| 7      | 8   | Jo Bonnier              | Porsche        | 15        | + 4:37.3            | 6                |      |
| 8      | 12  | Richie Ginther          | BRM            | 15        | + 5:00.1            | 7                |      |
| 9      | 10  | Tony Maggs              | Cooper-Climax  | 15        | + 5:07.0            | 23               |      |
| 10     | 2   | Giancarlo Baghetti      | Ferrari        | 15        | + 8:14.7            | 13               |      |
| 11     | 25  | Ian Burgess             | Cooper-Climax  | 15        | + 8:15.3            | 16               |      |
| 12     | 19  | Jo Siffert              | Lotus-Climax   | 15        | + 8:15.5            | 17               |      |
| 13     | 18  | Carel Godin de Beaufort | Porsche        | 15        | + 9:11.8            | 8                |      |
| 14     | 32  | Heini Walter            | Porsche        | 14        | + 1 kolo            | 14               |      |
| 15     | 26  | Nino Vaccarella         | Porsche        | 14        | + 1 kolo            | 15               |      |
| 16     | 21  | Lucien Bianchi          | ENB-Maserati   | 14        | + 1 kolo            | 25               |      |
| Ret    | 20  | Jackie Lewis            | Cooper-Climax  | 10        | Zavěšení            | 21               |      |
| Ret    | 1   | Phil Hill               | Ferrari        | 9         | Zavěšení            | 12               |      |
| Ret    | 16  | Jack Brabham            | Brabham-Climax | 9         | Klapka              | 24               |      |
| Ret    | 27  | Keith Greene            | Gilby-BRM      | 7         | Zavěšení            | 19               |      |
| Ret    | 15  | Roy Salvadori           | Lola-Climax    | 4         | Převodovka          | 9                |      |
| Ret    | 17  | Maurice Trintignant     | Lotus-Climax   | 4         | Převodovka          | 11               |      |
| Ret    | 4   | Lorenzo Bandini         | Ferrari        | 4         | Nehoda              | 18               |      |
| Ret    | 28  | Heinz Schiller          | Lotus-BRM      | 4         | Tlak oleje          | 20               |      |
| Ret    | 31  | Bernard Collomb         | Cooper-Climax  | 2         | Převodovka          | 22               |      |
| Ret    | 6   | Trevor Taylor           | Lotus-Climax   | 0         | Nehoda              | 26               |      |
| DNQ    | 29  | Tony Shelly             | Lotus-Climax   |           |                     |                  |      |
| DNQ    | 34  | Wolfgang Seidel         | Lotus-BRM      |           |                     |                  |      |
| DNQ    | 30  | Jay Chamberlain         | Lotus-Climax   |           |                     |                  |      |
| DNQ    | 34  | Günther Seiffert        | Lotus-BRM      |           |                     |                  |      |
| WD     | 33  | Tony Marsh              | BRM            |           | Vůz nebyl připraven |                  |      |
| Zdroj: |     |                         |                |           |                     |                  |      |

## Průběžné pořadí po závodě
Pohár jezdců
|        | Pořadí | Jezdec        | Body |
| ------ | ------ | ------------- | ---- |
|        | 1      | Graham Hill   | 28   |
|        | 2      | Jim Clark     | 21   |
| 2      | 3      | John Surtees  | 19   |
| 1      | 4      | Bruce McLaren | 18   |
| 1      | 5      | Phil Hill     | 14   |
| Zdroj: |        |               |      |

Pohár konstruktérů
|        | Pořadí | Konstruktér   | Body    |
| ------ | ------ | ------------- | ------- |
| 1      | 1      | BRM           | 31 (32) |
| 1      | 2      | Lotus-Climax  | 27      |
|        | 3      | Cooper-Climax | 23      |
| 1      | 4      | Lola-Climax   | 19      |
| 1      | 5      | Porsche       | 16      |
| Zdroj: |        |               |         |